# The Advent
The Advent ist das Pseudonym von Cisco Ferreira (* 1970 auf Madeira), einem portugiesischen Musiker und DJ der elektronischen Musikszene. Ferreira gründete das Projekt 1993 zusammen mit dem britischen Produzenten Colin McBean. Besonders bekannt ist The Advent für seine Veröffentlichungen auf dem deutschen Label Tresor Records und dem eigenen Label Kombination Research.

## Geschichte
Cisco Ferreira wurde als Sohn portugiesischer Eltern auf Madeira geboren. Seine Familie zog 1975 nach London. Ab 1986 studierte er Sound Engineering am Paddington College in London. Danach arbeitete er als Assistant Sound Engineer bei ZOLOU und später bei den WALL Studios, wobei er überwiegend bei der Produktion von Rock-Platten mitwirkte.
Ab 1987 interessierte er sich verstärkt für Acid House. Während des Second Summer of Love arbeitete er als Engineer für das House-Label Jack Trax und wirkte an Produktionen von Fingers Inc, Adonis, Marshall Jefferson und Derrick May mit.
1988 nahm er zusammen mit CJ Bolland unter dem Pseudonym Space Opera einige Tracks auf, die vom belgischen Label R&S Records veröffentlicht wurden. Ein Jahr später nahm er zum ersten Mal unter seinem eigenen Namen eine Platte auf. Why (Don't You Answer?) erschien auf dem Label Fragile. Im selben Jahr lernte er auf der Veranstaltung Bang the Party seinen späteren Produktionspartner Colin McBean kennen, welcher zu jener Zeit mit Keith Franklin das DJ-Team KCC bildete. Kurz darauf bildeten sie zusammen ein DJ-Team, das bis 1993 bestand. Mit der gemeinsamen Produktion begannen sie schon 1990, als sie am Album des US-amerikanischen Künstlers Fade to Black (Jay Denham) mitarbeiteten. 1993 gründeten sie dann das Projekt The Advent, unter welchem sie ein Jahr später ihre ersten Platten veröffentlichten. In den nächsten zwei Jahren veröffentlichten sie ihre Produktionen ausschließlich auf diesem Label.
Im Jahr 1995 erschien auch ihr erstes Studioalbum Elements Of Life auf demselben Label. Ihr zweites Album New Beginnings folgte ein Jahr später. Nach einem Streit zwischen Produzenten und Labelbetreibern verließen sie Internal und gründeten ihr eigenes Label Kombination Research, auf dem im Jahr 2000 ihr drittes Album erschien. Daneben veröffentlichten sie auch auf Tresor Records und weiteren Labels.
1999 verließ McBean das Projekt, da er laut eigenen Aussagen nicht mehr mit dem Tourstress umgehen konnte. MC Bean tritt seitdem als Solokünstler und als DJ auf. Von da an produzierte Cisco Ferreira allein unter dem Pseudonym The Advent und veröffentlichte auf Tresor Records mehrere LPs und 2002 die Doppel-CD Sketched for Life.
Ferreira produzierte seitdem auch unter dem Namen G. Flame eher Dancefloor-orientierte Musik. Danach veröffentlichte er auch mit seinem ehemaligen Partner unter dem Namen G. Flame & Mr. G Dancefloormusik, die mit den Veröffentlichungen als The Advent nicht mehr viel gemein hatten. Unter dem alten Namen bringt Cisco Ferreira seit der Trennung dennoch weiterhin Neu-Veröffentlichungen heraus.
Als Liveact trat Ferreira auf internationalen Veranstaltungen wie der Mayday, der Loveparade, I Love Techno, Sonne, Mond und Sterne, Melt, Timewarp, Nature One oder Sensation White auf.

## Diskografie (Auswahl)
Studioalben
- 1995: Elements Of Life (Internal)
- 1997: New Beginnings (Internal)
- 2000: Time Trap Technik (Kombination Research)
- 2002: Recreations (Kombination Research)
- 2002: Sketched For Life (Tresor Records)
- 2003: Light Years Away (Electrix Records)
- 2005: T.R.I.N.I.T.Y (Tresor Records)
- 2012: Sonic Intervention (H. Productions)

Singles und EPs
- 1994: Infared (Internal)
- 1994: Unknown Freakquencies (Internal)
- 1994: Untitled (Internal)
- 1995: Interference EP (Internal)
- 1995: Manipulate EP (Internal)
- 1995: Now And Then EP (Internal)
- 1995: The Time EP (Internal)
- 1996: Everythings Gone Green (Internal)
- 1996: Insight 02 (Internal)
- 1996: New Beginnings EP (Internal)
- 1996: Retreat (Internal)
- 1996: Standers (Internal)
- 1998: Annihilate EP (Tortured Records)
- 1998: Another Planet E.P. (Kombination Research)
- 1998: Brassik (Kombination Research)
- 1998: Comply EP (Kombination Research)
- 1998: Distance EP (Kombination Research)
- 1998: Mononix EP (Kombination Research)
- 1998: Panther EP (Kombination Research)
- 1998: Remake EP (Kombination Research)
- 1998: Runners Kookies (Kombination Research)
- 1998: Runners Kookies (Remixes Part 2) (Kombination Research)
- 1998: Sound Sketches (Tresor Records)
- 1999: Modern Age E.P. (Kombination Research)
- 1999: Monastic E.P. (Kombination Research)
- 1999: Motor EP (Kombination Research)
- 1999: Sound Sketches #2 (Tresor Records)
- 2000: 3rd Sketch (Tresor Records)
- 2000: Exit EP (Kombination Research)
- 2000: Hesitate E.P. (Kombination Research)
- 2000: Westsiders (Electrix Records)
- 2000: Westsiders (White Label) (Electrix Records)
- 2001: Back Track E.P. (Kombination Research)
- 2001: Ice Planet E.P. (Kombination Research)
- 2001: Inn Balance (Seismic Records Detroit)
- 2001: Time Trap Technik (International Deejay Gigolos)
- 2001: Uncut EP (Neue Heimat)
- 2002: Double Trax EP (Orbeat)
- 2002: Master Blaster E.P. (Masters Of Disaster)
- 2002: Recreations (Kombination Research)
- 2002: Sooner Or Later (Tortured Records)
- 2002: The Sexy Adventures Of Orietta St. Cloud EP (Pure Sonik Records/Generator Records)
- 2003: Bits And Pieces EP (Kombination Research)
- 2003: C-on (Bash Again!)
- 2003: Deep Space EP (On Test)
- 2003: Edition_1 (Ekhoport)
- 2003: Edition_2 (Ekhoport)
- 2003: Generate EP (Kombination Research)
- 2003: Inn Balance Remixes (Seismic Records Detroit)
- 2003: Nite Work EP (Kombination Research)
- 2004: Max Out EP (Kombination Research)
- 2004: Nite Call / Tik Tok (Douala Trax)
- 2005: Get The Right Shuffle (Sketch Music Architecture)
- 2005: The Rise EP (Kombination Research)
- 2005: Ventism EP (Naked Lunch)
- 2006: Bike On The Rocks / Changing Guards (Kombination Research)
- 2006: Master Blaster 2 (Masters Of Disaster)
- 2006: Missing / Brand (Kombination Research)
- 2006: Power Hour (Kombination Research)
- 2007: Fractals / Rock Bottom (Kombination Research)
- 2007: Natural Taste (Kombination Research)
- 2007: The Sixth Era EP (E'poch Worx)
- 2007: Walk The Line (Beatdisaster Records)
- 2008: Heavy Traffic (Kombination Research)
- 2008: Shifting Reality (Labrynth)
- 2009: Cycle Of Opposites EP (Hedgehog)
- 2011: Higher Learning (H. Productions)